# Смотри на арлекинов!
«Смотри на арлекинов!» (англ. Look at the Harlequins!) — последний завершённый роман Владимира Набокова. Написан в 1973—1974 годах на английском языке. Впервые издан в 1974 году в Нью-Йорке.
На русском языке роман впервые опубликован в 1999 году в переводе Сергея Ильина в пятом томе Собрания сочинений американского периода.
В 2013 году в издательстве «Азбука» вышел новый перевод романа, снабженный послесловием и подробными примечаниями переводчика Андрея Бабикова, а также впервые публикуемыми на русском языке письмами Веры и Владимира Набоковых об этом романе.

## Сюжет
Роман представляет собой мемуары рассказчика Вадима Вадимовича Н., знаменитого русско-американского писателя (как и сам Набоков), охватывающие пятьдесят лет его жизни в нескольких странах: дореволюционной России, Франции, США и Италии. В центре повествования Вадима Вадимовича — описание трёх его браков (с англичанкой Айрис Блэк, русской эмигранткой Аннеттой Благово и американкой Луизой Адамсон), адюльтера с Долли фон Борг (явная отсылка к Лолите), его двусмысленных отношений с дочерью Изабеллой и история его последней любви к ровеснице его дочери, американке русского происхождения, имя которой остаётся неизвестным. Эту свою последнюю возлюбленную повествователь называет «Ты». Её жизнь, внешность и подробности их романа описываются предельно лаконично, оберегаемые героем от сплетен и домыслов его биографов. В самом конце романа она принимает предложение Вадима Вадимовича стать его четвёртой женой. Герой романа страдает особой формой умственного расстройства, не позволяющей ему совершить умозрительный поворот кругом, когда он воображает себе какой-либо отрезок пройденного пути. Видя в этом безобидном пороке своего сознания симптом возможного помешательства, герой считает своим долгом предупредить каждую из трёх своих жён и свою последнюю невесту, прежде чем сделать им предложение, об этой возможности, в мельчайших подробностях описывая на умозрительном примере эту свою странность. Ни одна из трёх его жён не находит в этом его расстройстве ничего опасного и не может помочь ему, кроме его последней возлюбленной, которая объясняет Вадиму Вадимовичу, что он путает пространство и время, пытаясь мысленно вернуться назад во времени, а не пространстве. Эта тема сближает последний роман Набокова с его самым крупным английским романом «Ада» (1969).
В романе семь частей, в пятой части герой описывает своё путешествие с поддельным паспортом в СССР, куда уехала на жительство его дочь, и где он надеялся её разыскать. Подробности этого путешествия Набоков, так и не посетивший свою бывшую родину, почерпнул из рассказов своей сестры Елены, которая не раз приезжала в Ленинград в 60-х годах.
Несмотря на множество параллелей между биографией Набокова и героя «Арлекинов», этот роман не следует понимать как автобиографию Набокова, а скорее как пародию на автобиографию. Сам главный герой замечает:
Теперь я признаюсь, что в ту ночь, и в следующую и ещё раньше, меня донимало неясное сознание того, что моя жизнь — это непохожий двойник, пародия, неудачная версия жизни другого человека, в этом или ином каком мире. Мне казалось, что некий злой дух побуждает меня подражать этому другому человеку, другому писателю, который был и будет всегда несравнимо значительнее, здоровее и беспощаднее, чем ваш покорный слуга. (Перевод А. Бабикова)